# Shosholoza
Shosholoza is een traditioneel Zuid-Afrikaans volkslied. Het lied werd oorspronkelijk gezongen door voornamelijk mannelijke arbeiders in een zogenaamde vraag-en-antwoordstijl.
Het lied is door verschillende artiesten opgenomen, zoals Helmut Lotti, Ladysmith Black Mambazo, PJ Powers, The Glue, Soweto Gospel Choir, Peter Gabriel en de Drakensberg Boys Choir. Ook veel gumbootsbands hebben het nummer in hun repertoire. Het lied kreeg verdere populariteit nadat Zuid-Afrika in 1995 het Wereldkampioenschap rugby won, en bij veel sportwedstrijden in Zuid-Afrika is het lied dan ook te horen. Ook in het Vlaamse spelprogramma De Mol op VIER werd in 2017 het lied gebruikt als spelopdracht.
De Zuid-Afrikaanse a capellagroep Overtone nam het lied op voor de film Invictus (2009) van regisseur Clint Eastwood. Het lied werd ook gezongen door het Zuid-Afrikaanse voetbalelftal bij de openingswedstrijd van het FIFA 2010 Wereldkampioenschap Voetbal.
Het woord Shosholoza betekent "ga voorwaarts" of "maak plaats voor de volgende man" en doet denken aan het geluid van een stoomlocomotief, in het Noord-Ndebele/Zoeloe "stimela" genoemd. Het lied werd oorspronkelijk gezongen door migranten van de Noord-Ndebele die vanuit Zuid-Afrika huiswaarts keerden naar Rhodesië. De Noord-Ndebele leven sinds het einde van de Mfecane (1823-1837) in Zimbabwe (het vroegere Rhodesië) toen ze daar onder Mzilikazi na 1837 het koninkrijk Mthwakazi oprichtten. Door de nauwe verwantschap tussen de Ngunitalen het Noord-Ndebele en het Zoeloe werd het lied ook in Zuid-Afrika populair.
Het lied is tevens naamgever aan de Zuid-Afrikaanse deelname aan de America's Cup "Team Shosholoza" en de "Shosholoza Meyl", een Zuid-Afrikaanse langeafstandspassagierstrein.

## Tekst

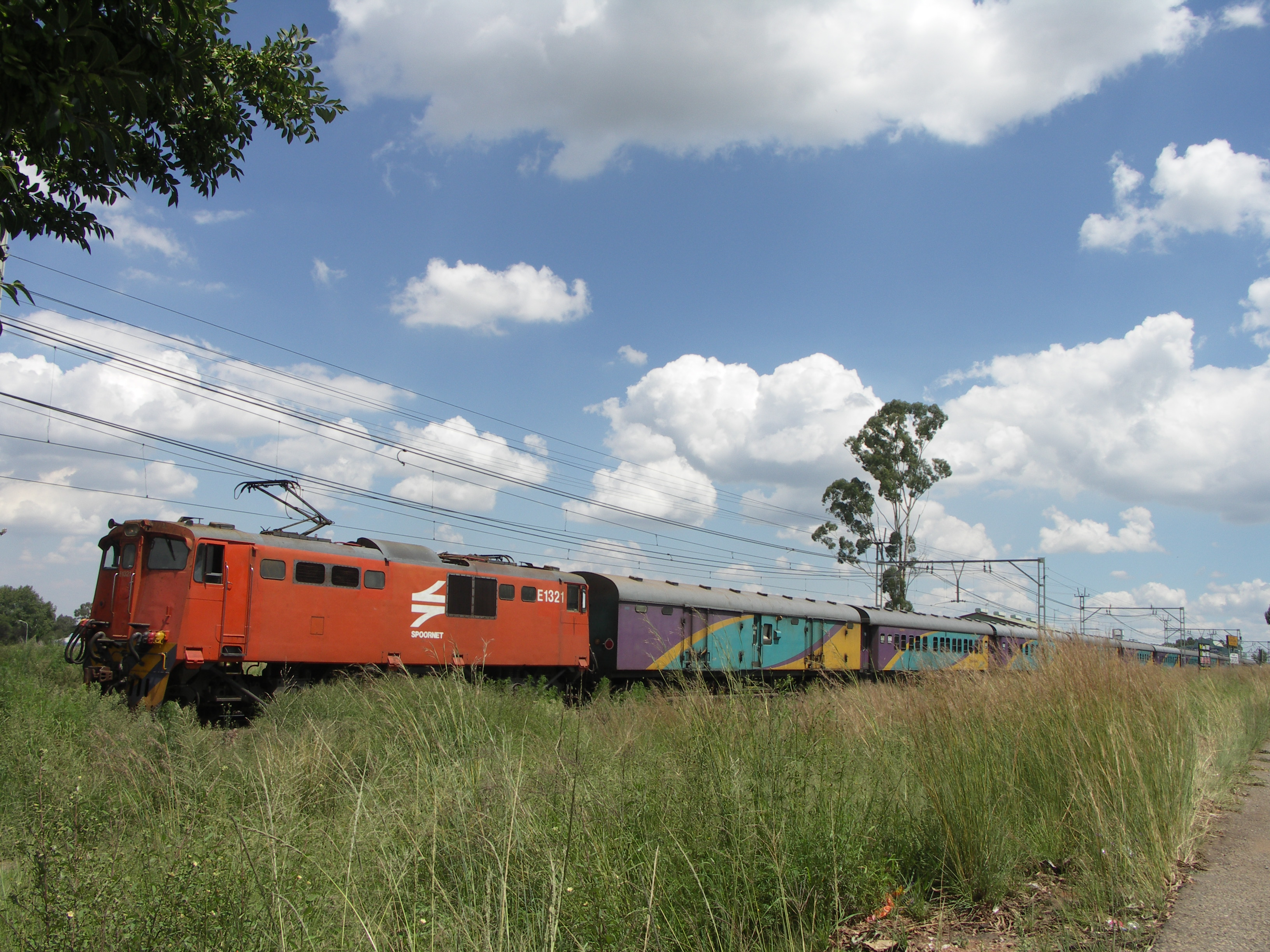
Shosholoza Meyl

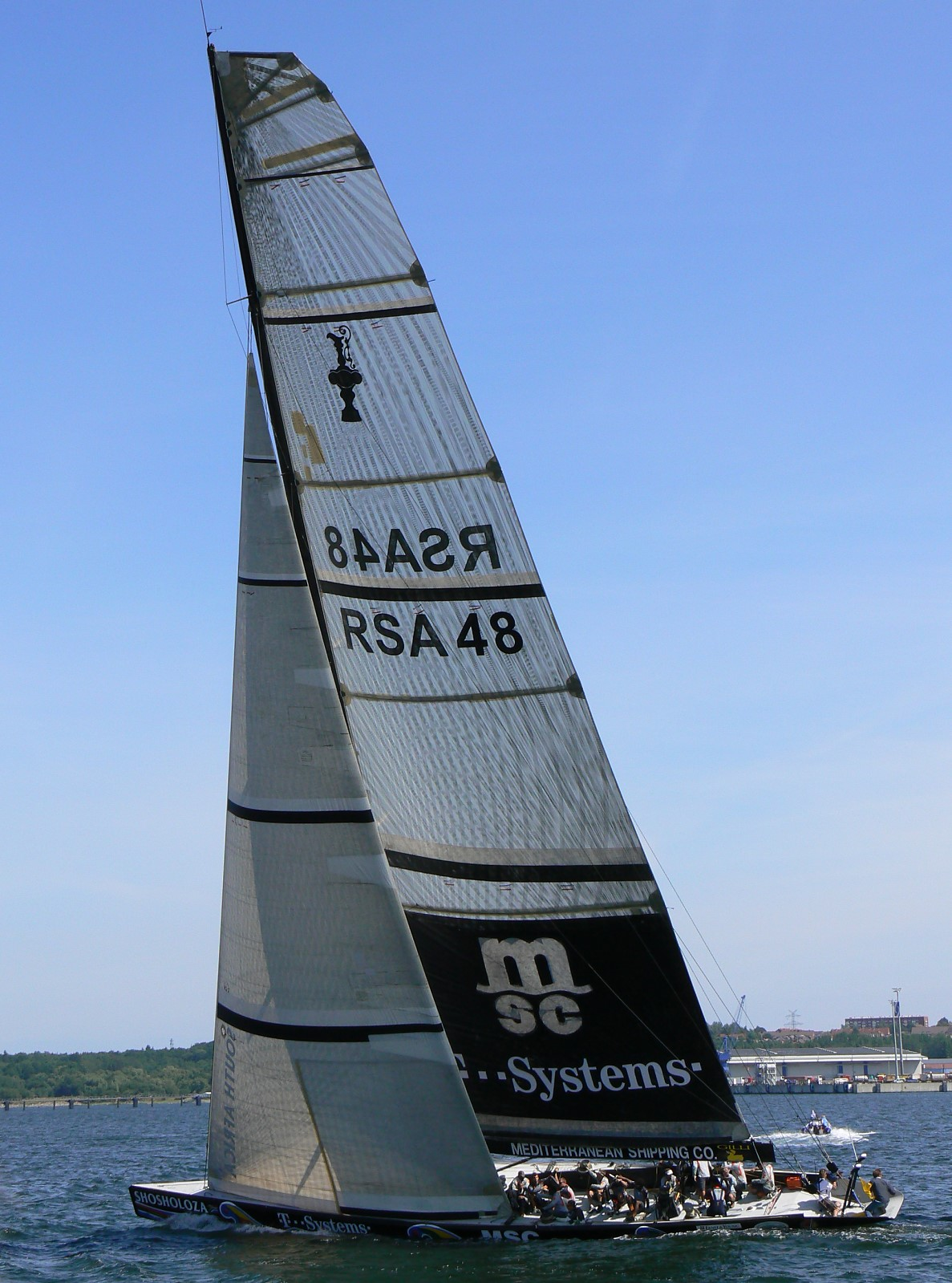
Wedstrijdjacht "Shosholoza" German Sailing Grand Prix 2006

De tekst van het nummer varieert, en dus ook de vertalingen. Hier is een voorbeeld:
Shosholozah
Shosholozah
Ku lezontabah
Stimela siphum' eSouth Africa
Shosholozah
Shosholozah
Ku lezontabah
Stimela siphum' eSouth Africa
Wen' uyabalekah
Wen' uyabalekah
Ku lezontabah
Stimela siphum' eSouth Africa
De (grove) vertaling:
Ga voorwaarts
Ga voorwaarts
Op die bergen
Trein van Zuid-Afrika
Ga voorwaarts
Ga voorwaarts
Je rijdt weg
Je rijdt weg
Op die bergen
Trein van Zuid-Afrika